# Coppo di Marcovaldo
Coppo di Marcovaldo (1225 — 1276) foi um pintor italiano, nascido em Florença e ativo em Pistoia, em 1265, onde pintou um afresco na Catedral da cidade. 
Criou a Madonna del Bordone, datada de 1261 na Chiesa dei Servi de Siena, onde foi prisioneiro após a Batalha de Montaperti. Também fabricou os desenhos dos mosaicos do Batistério de São João, em Florença, especialmente o visionário O Julgamento Final.  